# 大型中镖水蚤
大型中镖水蚤（学名：Sinodiaptomus sarsi）为镖水蚤科中镖水蚤属的动物。分布于日本、蒙古、俄罗斯、保加利亚、美国以及中国大陆的广西、福建、贵州、四川、江西、湖南、湖北、浙江、江苏、上海、安徽、山西、陕西、河南、河北、北京、天津、内蒙古、辽宁、吉林、黑龙江、宁夏等地，多栖息于东北地区的池塘中。